# Giovanni

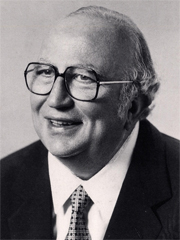
Giovanni Spadolini.

Giovanni är ett italienskt mansnamn. Det kommer från grekiskans Johannes som i sin tur är bygger på ett hebreiskt namn som betyder "Gud har förbarmat sig".[källa behövs] Den kvinnliga motsvarigheten är Giovanna.

## Personer med namnet Giovanni
- Giovanni Lorenzo Bernini, italiensk konstnär
- Giovanni Battista Caproni, italiensk flygpionjär
- Giovanni Domenico Cassini, italiensk astronom
- Giovanni Falcone, italiensk domare
- Giovanni Pierluigi da Palestrina, italiensk tonsättare
- Giovanni Battista Pergolesi, italiensk tonsättare
- Giovanni Battista Piranesi, italiensk kopparstickare och arkitekt
- Giovanni Spadolini, italiensk journalist, historiker och politiker, premiärminister
- Giovanni Battista Tiepolo, italiensk målare
- Giovanni Verga, italiensk författare
- Giovanni da Verrazano, italiensk upptäcktsresande
- Giovanni Ribisi, italiensk- amerikansk skådespelare